# Élections constituantes de 1946 en Seine-et-Oise
Les élections constituantes françaises de 1946 se tiennent le 2 juin. Ce sont les deuxièmes élections constituantes, après le rejet du projet de Constitution française du 19 avril 1946 lors du référendum du 5 mai.

## Mode de scrutin
L'assemblée constituante est composée de 586 sièges pourvus au scrutin proportionnel plurinominal suivant la règle de la plus forte moyenne dans chaque département, sans panachage ni vote préférentiel.
Dans le département de Seine-et-Oise, seize députés sont à élire. Les législateurs ne voulant pas que les circonscriptions dépassent les 10 sièges, le département est découpé en 2 circonscriptions :
1. La première correspond aux Arrondissements de Pontoise et de Mantes, auxquels s'ajoutent les cantons d'Argenteuil, Poissy, Maisons-Laffitte et Montfort-l'Amaury, dotée de 9 sièges ;
2. La deuxième, également dotée de 9 sièges, regroupe les Arrondissements de Versailles, Rambouillet et Corbeil (moins les quatre cantons pré-cités).

## Élus
| Député sortant        | Parti | Parti | Député élu ou réélu   | Parti | Parti   |
| --------------------- | ----- | ----- | --------------------- | ----- | ------- |
| 1re Circonscription   |       |       |                       |       |         |
| Mathilde Gabriel-Péri |       | PCF   | Mathilde Gabriel-Péri |       | PCF     |
| Antoine Demusois      |       | PCF   | Antoine Demusois      |       | PCF     |
| Robert Ballanger      |       | PCF   | Robert Ballanger      |       | PCF     |
| Guillaume Détraves    |       | SFIO  | Guillaume Détraves    |       | SFIO    |
| Germaine Degrond      |       | SFIO  | Germaine Degrond      |       | SFIO    |
| Robert Bichet         |       | MRP   | Robert Bichet         |       | MRP     |
| Germaine Peyroles     |       | MRP   | Germaine Peyroles     |       | MRP     |
| Maurice Finet         |       | MRP   | Maurice Finet         |       | MRP     |
| 2e Circonscription    |       |       |                       |       |         |
| Lucien Midol          |       | PCF   | Lucien Midol          |       | PCF     |
| Charles Benoist       |       | PCF   | Charles Benoist       |       | PCF     |
| Jean Duclos           |       | PCF   | Jean Duclos           |       | PCF     |
| Pierre Métayer        |       | SFIO  | Pierre Métayer        |       | SFIO    |
| Pierre Commin         |       | SFIO  | Maurice Béné          |       | Rad-soc |
| Jean-Paul Palewski    |       | MRP   | Jean-Paul Palewski    |       | MRP     |
| Henri Brandel         |       | MRP   | André Mignot          |       | PRL     |
| Michel Devèze         |       | MRP   | Michel Devèze         |       | MRP     |

## Résultats

### 1recirconscription (Mantes-Pontoise)
| Parti    | Parti    | Tête de liste         | Résultats | Résultats | Sièges |  |
| Parti    | Parti    | Tête de liste         | Voix      | %         |        |  |
| -------- | -------- | --------------------- | --------- | --------- | ------ |  |
|          | PCF      | Mathilde Gabriel-Péri | 123 988   | 34,44     | 3      |  |
|          | MRP      | Robert Bichet         | 101 645   | 28,23     | 3      |  |
|          | SFIO     | Germaine Degrond      | 74 763    | 20,77     | 2      |  |
|          | RGR      | Jean David            | 30 893    | 8,58      | -      |  |
|          | PRL      | Georges Picot         | 28 731    | 7,98      | -      |  |
|          |          |                       |           |           |        |  |
| Inscrits | Inscrits | Inscrits              | 422 409   | 100,00    | 8      |  |
| Votants  | Votants  | Votants               | 364 407   | 86,27     |        |  |
| Exprimés | Exprimés | Exprimés              | 360 020   | 98,80     |        |  |

### 2ecirconscription (Corbeil–Étampes-Versailles-Rambouillet)
| Parti    | Parti    | Tête de liste      | Résultats | Résultats | Sièges |  |
| Parti    | Parti    | Tête de liste      | Voix      | %         |        |  |
| -------- | -------- | ------------------ | --------- | --------- | ------ |  |
|          | PCF      | Lucien Midol       | 117 834   | 32,32     | 3      |  |
|          | MRP      | Jean-Paul Palewski | 104 335   | 28,62     | 2 1    |  |
|          | SFIO     | Pierre Métayer     | 70 091    | 19,22     | 1 1    |  |
|          | RGR      | Maurice Béné       | 36 549    | 10,02     | 1 1    |  |
|          | PRL      | André Mignot       | 35 808    | 9,82      | 1 1    |  |
|          |          |                    |           |           |        |  |
| Inscrits | Inscrits | Inscrits           | 429 446   | 100,00    | 8      |  |
| Votants  | Votants  | Votants            | 368 888   | 85,90     |        |  |
| Exprimés | Exprimés | Exprimés           | 364 617   | 98,84     |        |  |